# Chiesa di San Pietro Martire (Verona, Città Antica)
La chiesa di San Pietro Martire, chiamata anche chiesa di San Giorgetto, è una chiesa cattolica sconsacrata che si trova a Verona; costruita sul sagrato della basilica di Santa Anastasia, essa costituisce un'interessante quinta scenica della piazzetta gotica. I lavori di costruzione iniziarono nel 1283 e venne consacrata il 24 aprile 1354. A partire dalla metà del XIV secolo fu concessa ai cavalieri "brandeburghesi" al seguito di Cangrande II della Scala; successivamente passerà ad una confraternita laica, a una famiglia nobile e al vicino convento dei domenicani. Soppressa durante l'occupazione napoleonica, oggi è di proprietà del Comune di Verona.
In stile prevalentemente gotico, la sua composizione appare relativamente semplice ma armoniosa. Sulla facciata si apre un portale arricchito da un protiro pensile, mentre all'interno sono presenti numerosi affreschi di autori incerti, oltre che opere di Domenico Brusasorzi e Gian Maria Falconetto. All'esterno, sul muro posteriore, sono incastonate alcune arche alto medievali di pregevole fattura.

## Storia
L'edificio chiesastico venne edificato a partire dal 1283 su commissione dei domenicani che utilizzarono questo spazio, consacrato il 24 aprile 1354, per l'esercizio del culto nell'attesa del completamento dell'adiacente basilica. Attorno alla metà del XIV secolo i cavalieri tedeschi "brandeburghesi" al seguito di Cangrande II della Scala ne fecero la loro cappella, ornandola di stemmi ed affreschi votivi tra cui è raffigurato San Giorgio che presenta alla Vergine il cavaliere inginocchiato. Lasciata dai cavalieri, dopo essere tornata brevemente a domenicani, nel 1424 fu intitolata al santo veronese San Pietro Martire conseguentemente alla sua concessione all'omonima confraternita laica. Dal 1494 passò alla nobile famiglia Salerni e, successivamente, di nuovo ai domenicani. Durante l'occupazione napoleonica fu confiscata per poi essere ceduta nel 1807 dagli austriaci al Comune di Verona, che ancora oggi ne è proprietario.

## Descrizione

### Esterno

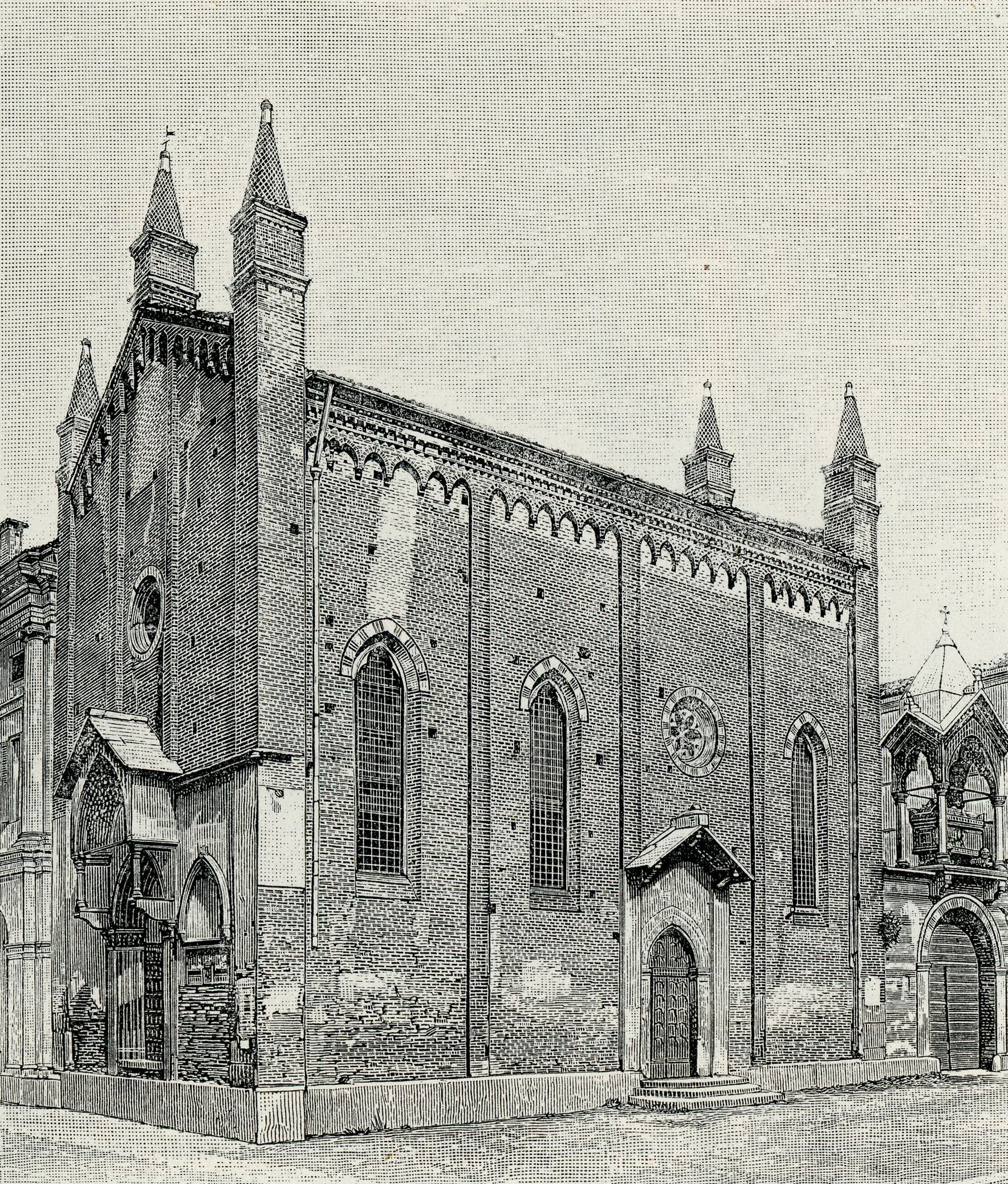
La chiesa in un disegno dei primi anni del XX secolo

Le murature della chiesa furono realizzate in mattoni pieni in laterizio, esternamente lasciati a facciavista. La struttura architettonica appare all'esterno relativamente semplice, con una facciata gotica suddivisa in tre fasce verticali da due piccole lesene. Su di essa si apre un portale ad arco a sesto acuto con strombature a cordoni, il tutto sormontato da un protiro pensile sostenuto da due colonnine collocate su altrettante mensole. Nella lunetta vi è un affresco, oramai molto deteriorato, opera di Jacopo Ligozzi che rappresentò San Giorgio. Sopra il protiro vi è una piccola finestra rotonda. Alla destra del portale è incastonata l'urna funeraria del celebre medico Bavarino Crescenzi, morto nel 1346, raffigurato su una lastra di marmo rosso intento a tenere una lezione. L'opera viene generalmente attribuita al lapicida Rigino di Enrico.
Sotto gli spioventi corre una fregio di coronamento costituito da archetti acuti con la sigla "G" che ricorda il santo titolare (Georgius). Infine, superiormente la chiesa è ingentilita da cinque pinnacoli che svettano sopra il tetto, di cui tre posti sul lato della facciata e due posteriormente.

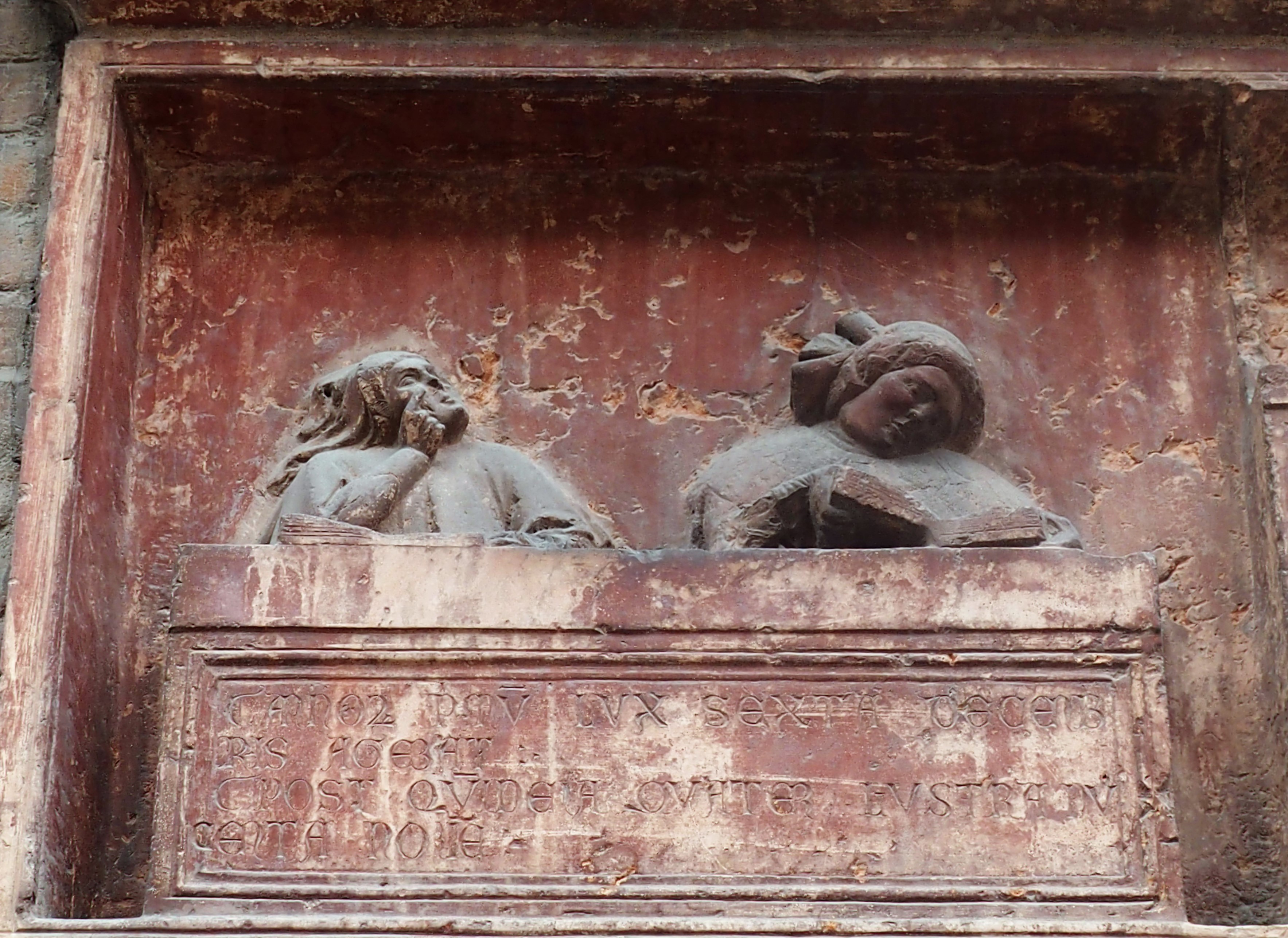
Particolare dell'urna funeraria di Bavarino Crescenzi

Sul fianco destro vi è un'ulteriore portale, realizzato con piedritti nella forma a "candelabro", sormontato da una lunetta con resti di un affresco che doveva raffigurare un San Pietro martire. Sopra di esso vi è una piccola apertura rotonda che permette alla luce di entrare insieme ad ulteriori, e più grandi, finestre trilobate, inserite in aperture ad arco acuto e poste anch'esse sul fianco destro.
Sulla limitrofa piazza Santa Anastasia, confinante con la chiesa, è presente dal 1321 la tomba di Guglielmo da Castelbarco, posta sopra l'arco che dava accesso al convento dei domenicani. Questa realizzazione sarà presa successivamente a modello per la realizzazione delle arche scaligere. Oltrepassato l'arco, sulla sinistra, sono addossate al muro posteriore della chiesa altre tre arche: quella del nobile Guinicello dei Principi, deceduto nel 1274, ma poi passata nel 1480 alla famiglia Verità; quella in marmo rosso di Verona del giurista Leonardo da Quinto, morto nel 1392, il cui ritratto è scolpito sulla lastra di copertura (secondo alcuni da Giovanni di Rigino) e sormontata da un archivolto; infine, sollevata da terra e sormontata da un elegante baldacchino, quella in cui è sepolto Bartolomeo Dussaini, la cui immagine è scolpita all'interno di nicchie di fattezza gotica e in cui il morto appare presentato alla Madonna da un vescovo (opera, anche questa, attribuita a Rigino di Enrico).

### Interno

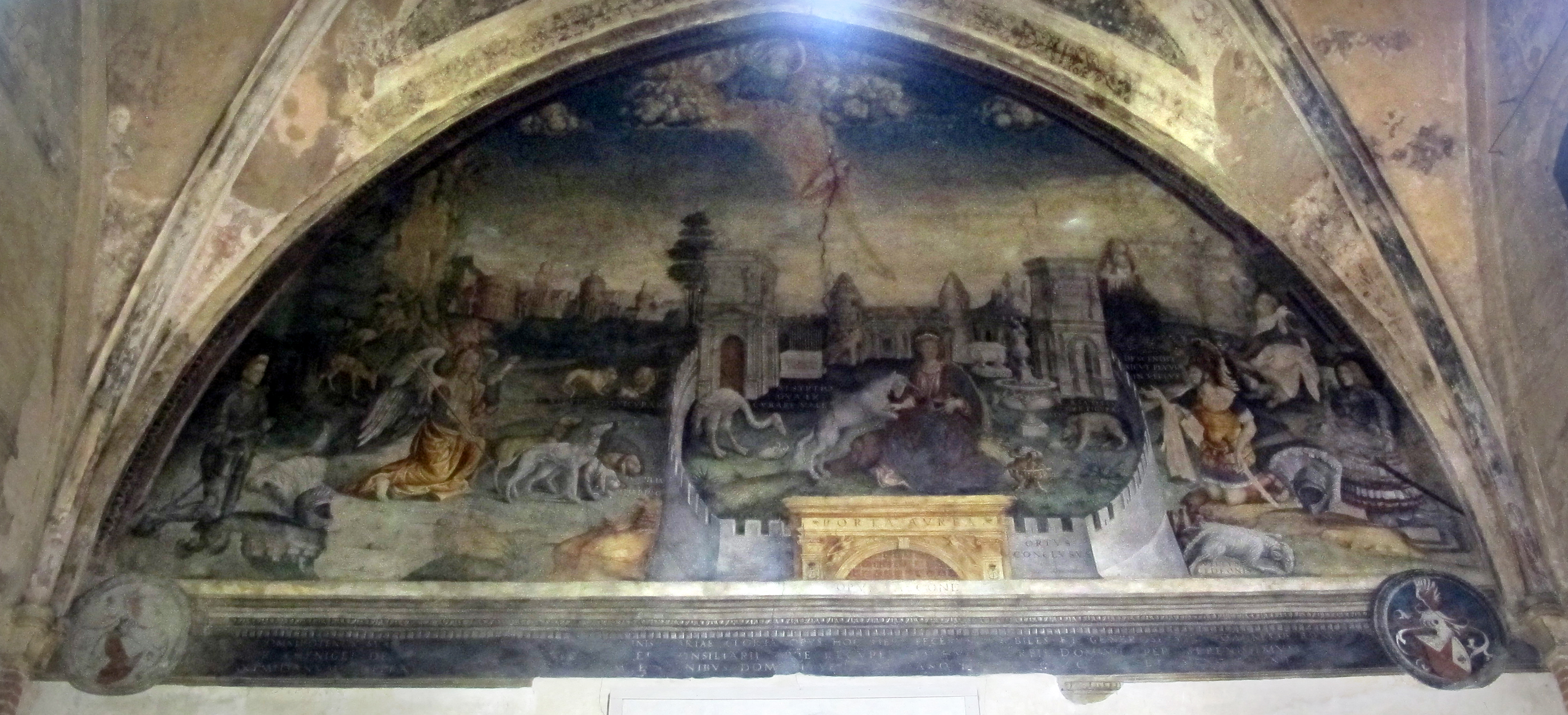
L'affresco di Gian Maria Falconetto

Come l'esterno, anche l'interno della chiesa di San Giorgetto si presenta con un aspetto assai semplice ma omogeneo. Lo spazio è diviso attraverso due sole grandi campate le cui volte sono caratterizzate da evidenti costoloni. I muri longitudinali, una volta interamente affrescati, presentano una fascia di affreschi raffiguranti alcuni cavalieri presentati alla Madonna insieme ad altri soggetti, mentre superiormente vi sono i loro stemmi. Tale scena è rappresentata più volte.

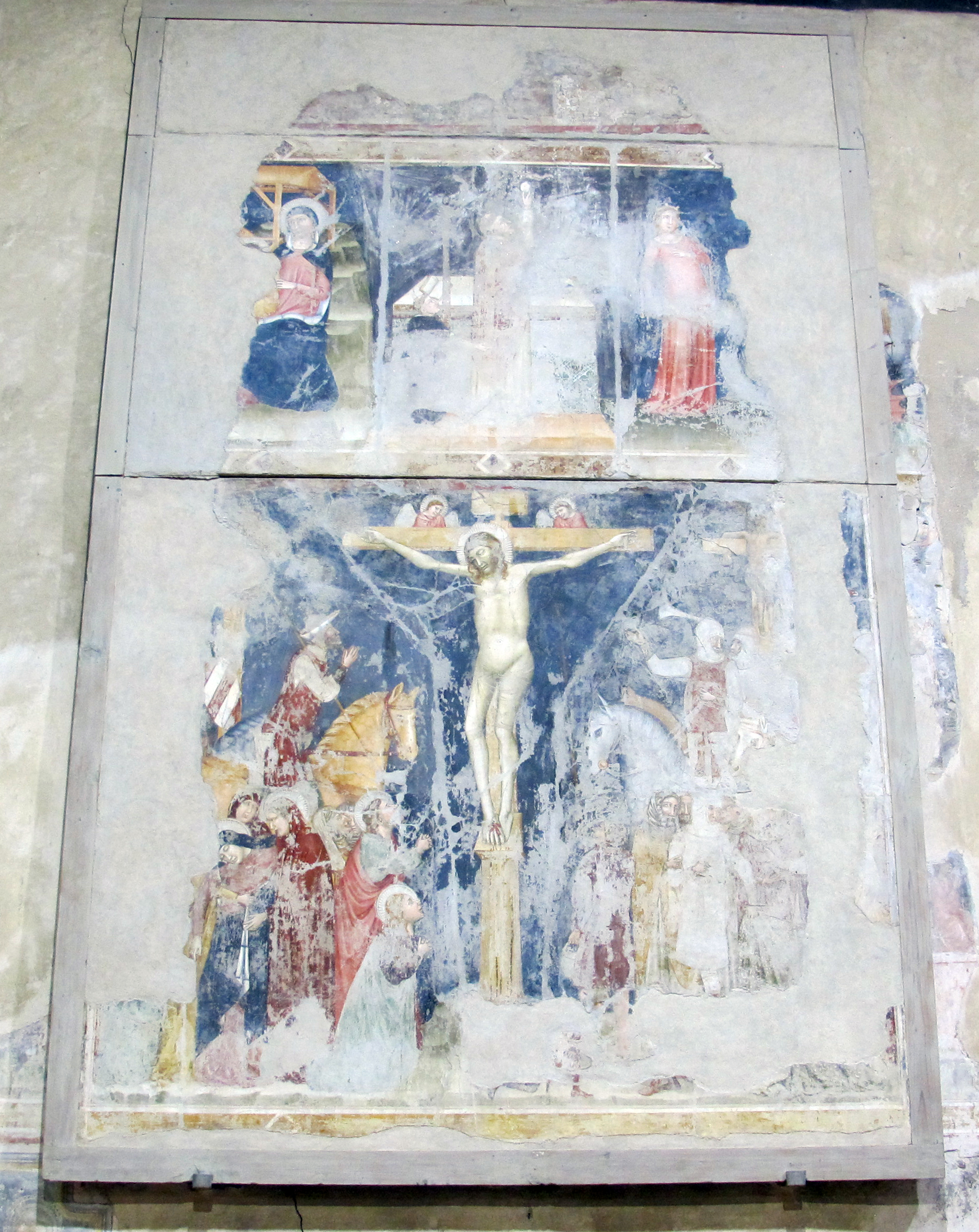
Crocifissione di Turone di Maxio

Gli storici dell'arte non sono concordi sull'attribuzione di queste opere: se alcuni hanno proposto Duccio di Buoninsegna, altri hanno visto la mano di Altichiero da Zevio o di Stefano da Verona e dei loro allievi. Sopra la lunetta più grande, il pittore veronese Gian Maria Falconetto ha realizzato una alquanto originale rappresentazione dell'Annunciazione in cui Maria appare all'interno di una fortificazione ed è accompagnata da diversi animali simbolici e altri soggetti a carattere biblico e mariano. Lo storico dell'arte Schweikhart Gunter ha suggerito che si tratti di una riproduzione ad affresco di un arazzo svizzero, risalente al 1480, che alcuni cavalieri appartenenti al consiglio di guerra dell'imperatore Massimiliano I commissionarono al pittore nel 1514 e che poi furono rappresentanti inginocchiati ai lati della scena.
Tra le altre opere conservate all'interno dell'edificio si possono menzionare due raffigurazioni votive della Madonna, opere attribuite a Turone di Maxio, un Crocifisso e un miracolo di Bolsena posti sopra l'altare maggiore e realizzati probabilmente da un allievo di Altichiero, mentre Domenico Brusasorzi è l'autore di una Madonna che appare ai Santissimi Pietro martire e San Zeno.